# Josep Maria Terricabras i Nogueras
Josep Maria Terricabras i Nogueras (Calella, 12 de julho de 1946 – 16 de abril de 2024) foi um filósofo, professor e político catalão. Ele foi eleito Membro do Parlamento Europeu (MEP) pela Esquerda Republicana da Catalunha nas eleições de 2014 para o Parlamento Europeu.

## Biografia
Josep Maria Terricabras é formado em Filosofia e Literatura pela Universidade de Barcelona. É doutora em Filosofia e Ciências da Educação pela Universidade de Barcelona e pela Universidade de Münster (Alemanha). Realizou estágios de pesquisa na Universidade de Münster, no St. John's College em Cambridge (Reino Unido) e na Universidade da Califórnia em Berkeley (EUA).
Em 1995 tornou-se membro da Seção de Filosofia e Ciências Sociais do Instituto de Estudos Catalães. Terricabras foi professor de Filosofia na Universidade de Girona. Além disso, dirigiu a Cátedra Ferrater Mora de Pensamento Contemporâneo. Sua especialidade era a filosofia contemporânea, e especialmente a obra do filósofo Ludwig Wittgenstein. Introdutor na Catalunha do projeto Filosofia 3/18 (Filosofia para Crianças). Dirigiu também a atualização do Dicionário de Filosofia, do filósofo de Barcelona José Ferrater Mora.
Foi membro da Sociedade Catalã de Filosofia. A maioria de suas publicações é dedicada à filosofia da linguagem, lógica, teoria do conhecimento e ética. Por outro lado, foi conselheiro da Revista de Catalunya e presidente do Comitê de Monitoramento da Declaração Universal dos Direitos Linguísticos e membro da Assembleia Nacional Catalã. No dia 2 de outubro de 2016, ele se envolveu em um grave acidente de trânsito do qual se recuperou.
Politicamente, fechou a candidatura da Esquerra Republicana à demarcação de Girona como independente nas eleições para o Parlamento da Catalunha em 2012. Foi também o candidato proposto pela ERC para concorrer nas eleições para o Parlamento Europeu de 2014. A coligação, formada, além da ERC, por Catalunya Sí e por Nova Esquerra Catalana, obteve dois eurodeputados, pelo que Terricabras foi eurodeputado durante a legislatura 2014-2019. Como eurodeputado, foi membro da Comissão dos Assuntos Constitucionais, da Delegação à Comissão Parlamentar Mista UE-México e da Delegação à Assembleia Parlamentar Euro-Latino-Americana.

## Obras

### Ensaios
- Ètica i llibertat : un assaig, Curial, 1983. ISBN 8472562107
- Fer filosofia avui, Edicions 62, 1988. ISBN 8429727698
- La Comunicació : tòpics i mites de filosofia social , Proa, 1996. ISBN 848256269X
- Atreveix-te a pensar : la utilitat del pensament rigorós a la vida quotidiana, La Campana, 1998. ISBN 9788488791566
- Raons i tòpics : catalanisme i anticatalanisme, La Campana, 2001. ISBN 8495616041
- I a tu, què t'importa? : els valors, la tria personal i l'interès col·lectiu, La Campana, 2002. ISBN 9788495616173
- Pensem-hi un minut : reflexions sobre política i cultura, lúcides, iròniques, sorprenents, Pòrtic, 2004. ISBN 847306481X
- Qüestió de criteri, Mina, 2005. ISBN 8496499006
- Idees de combat : dietari inconvenient, Accent Editorial, 2007. ISBN 9788493609504

### Traduções
- Ludwig Wittgenstein Tractatus logico-philosophicus, Laia, 1981. ISBN 8472225933
- Ludwig Wittgenstein Investigacions filosòfiques, Laia, 1983. ISBN 84-7222-583-6
- Matthew Lipman, Pimi, Universidad Autónoma de Barcelona. ISBN 8474884705
- Matthew Lipman, Recerca filosòfica : manual d'instruccions per acompanyar La descoberta de l'Aristòtil Mas, Universidad Autónoma de Barcelona 1989. ISBN 8474886201

### Obras coletivas
- Introducción a la lógica borrosa, Ariel, 1995. ISBN 8434404826
- Història del pensament filosòfic i científic, Universidad Abierta de Cataluña, 1997. ISBN 8483187280
- Teoria del coneixement, Universidad Abierta de Cataluña, 2000. ISBN 8484290050
- El Pensament filosòfic i científic, Pòrtic, 2001. ISBN 8473066022
- Què ens expliquen? : com interpretar la informació, Mina, 2006. ISBN 9788496499423